# Località abitata
Una località abitata, in Italia, è l'«area più o meno vasta di territorio, conosciuta di norma con un nome proprio, sulla quale sono situate una o più case raggruppate o sparse. Si distinguono tre tipi di località abitate: centro abitato, nucleo abitato e case sparse».
In occasione di ogni censimento generale della popolazione e delle abitazioni, di norma con cadenza decennale, l'ISTAT pubblica i dati relativi alla popolazione residente per ciascuna località abitata d'Italia. In tali occasioni l'ISTAT ha anche il compito di aggiornare l'elenco di tutti i centri abitati e i nuclei abitati d'Italia e di stabilire, con la collaborazione dei comuni, da quanti e quali edifici ed abitazioni sono composti.

## Centro abitato
Il termine centro abitato (C.A.) non è rinvenibile in termini univoci nel quadro normativo.
In Italia il codice della strada (D.Lgs. 30 aprile 1992, n. 285), all'art. 3.lo definisce come un  «insieme di edifici, delimitato lungo le vie di accesso dagli appositi segnali di inizio e fine. Per insieme di edifici si intende un raggruppamento continuo, ancorché intervallato da strade, piazze, giardini o simili, costituito da non meno di venticinque fabbricati e da aree di uso pubblico con accessi veicolari o pedonali sulla strada».
Sempre in Italia, l'ISTAT lo definisce come la località abitata costituita da un «aggregato di case contigue o vicine con interposte strade, piazze e simili, o comunque brevi soluzioni di continuità per la cui determinazione si assume un valore variabile intorno ai 70 metri, caratterizzato dall'esistenza di servizi od esercizi pubblici (scuola, ufficio pubblico, farmacia, negozio o simili) costituenti la condizione di una forma autonoma di vita sociale, e generalmente determinanti un luogo di raccolta ove sono soliti concorrere anche gli abitanti dei luoghi vicini per ragioni di culto, istruzione, affari, approvvigionamento e simili, in modo da manifestare l'esistenza di una forma di vita sociale coordinata dal centro stesso (omissis)», differenziandolo così dal nucleo abitato e dal quartiere, che è contiguo ad altri luoghi di raccolta ed insieme a questi sono parte del centro abitato stesso.
Fino all'intervento dell'ISTAT del 1991 un centro abitato poteva dare il suo nome ad una frazione geografica.

## Nucleo abitato
L'ISTAT definisce il nucleo abitato (N.A.) come la «località abitata, priva del luogo di raccolta che caratterizza il centro abitato, costituita da un gruppo di case contigue e vicine, con almeno cinque famiglie, con interposte strade, sentieri, piazze, aie, piccoli orti, piccoli incolti e simili, purché l'intervallo tra casa e casa non superi trenta metri e sia in ogni modo inferiore a quello intercorrente tra il nucleo stesso e la più vicina delle case manifestamente sparse. Il carattere di nucleo è riconosciuto anche: 
- al gruppo di case, anche minimo, vicine tra loro, situate in zona montana, quando vi abitino almeno due famiglie e le condizioni della viabilità siano tali da rendere difficile e comunque non frequenti i rapporti con le altre località abitate (nucleo speciale montano);
- all'aggregato di case (dirute o non dirute) in zona montana, già sede di numerosa popolazione ed ora completamente o parzialmente disabitato a causa dello spopolamento montano (nucleo speciale montano già nucleo ora spopolato);
- ai fabbricati di aziende agricole e zootecniche noti nelle diverse regioni con varie denominazioni anche se costituiti da un solo edificio, purché il numero di famiglie in esso abitanti non sia inferiore a cinque (nucleo speciale azienda agricola e/o zootecnica);
- ai conventi, case di cura, colonie climatiche e sanatoriali, orfanotrofi, case di correzione e scuole convitto situati in aperta campagna, anche se abbiano laboratori, servizi ed esercizi interni (nucleo speciale convento, casa di cura, ecc.);
- agli edifici distanti da centri e nuclei abitati, nei quali esistono servizi o esercizi pubblici (stazione ferroviaria, centrale idroelettrica, spaccio, chiesa, ecc.) purché negli stessi o nelle eventuali case prossime, da comprendere nel nucleo, vi abitino almeno due famiglie (nucleo speciale stazione ferroviaria, centrale idroelettrica, ecc.);
- agli insediamenti residenziali con popolazione non stabile, occupati, stagionalmente a scopo di villeggiatura, di cura, ecc., con almeno 10 abitazioni (nucleo speciale insediamento residenziale con popolazione non stabile)»[1].

## Case sparse
Le case sparse (C.S.) sono definite dall'ISTAT come «case disseminate nel territorio comunale a distanza tale tra loro da non poter costituire nemmeno un nucleo abitato».